# 窗边读信的少女
《窗边读信的少女》（Girl Reading a Letter at an Open Window）是一副由荷蘭画家扬·弗美尔创作的巴罗克风格油画。这幅作品展现了一名荷兰少女在开着的窗边读信的场景，作品的創作時間為1657至1659年间，原画现存於德累斯顿的历代大师画廊，自1742年以來一直在此展出。
多年來，這幅畫的作者被視為未知，最初被認為是林布蘭的作品，後來又歸於彼得·德·霍赫，直到1880年才被正確地識別為維梅爾的作品。二戰後，該畫作一度被蘇聯擁有。根據2017年的測試顯示，這幅畫在畫家去世後被改動過。後在2018年至2021年間經過仔細的修復後，才恢復到其原始構圖，此次修復過程採用手术刀和顯微鏡進行修復。並確認該畫作展示了一幅「畫中畫」的丘比特。

## 歷史
維梅爾大約在1657至1659年間完成了這幅畫。1742年，波兰国王兼薩克森選侯奧古斯特三世誤認為這幅畫是林布蘭的作品，因而購買了它。1826年，這幅畫再次被錯誤地歸屬於彼得·德·霍赫。 當時法國藝術評論家泰奧菲爾·托雷-比爾熱看到這幅畫時，這副畫仍被標記為霍赫的作品，直到他認出這是維梅爾的罕見作品之一後，1860年正名了該創作者的身份。
二戰期間，《窗邊讀信的少女》是從德累斯顿轰炸中被拯救出來的畫作之一。這幅畫與其他藝術品一起被存放在薩克森的一條隧道中；當蘇聯紅軍發現它們後則將這些藝術品運至蘇聯保存。蘇聯當局將此行為描繪為一次「拯救行動」，而有些人則認為這是一種掠奪。約瑟夫·斯大林去世後，蘇聯於1955年決定將這些藝術品歸還給德國，「以加強和促進蘇聯和德國人民之間的友誼進步。」
蘇聯的藝術歷史學家和博物館館長們對失去數百幅畫作感到痛心，建議德國人「為了感謝拯救和歸還德累斯頓畫廊的世界著名珍寶」，或許可以捐贈《窗邊讀信的少女》和乔尔乔内的《沉睡的维纳斯》給他們。但德方拒絕此提議。

## 描述

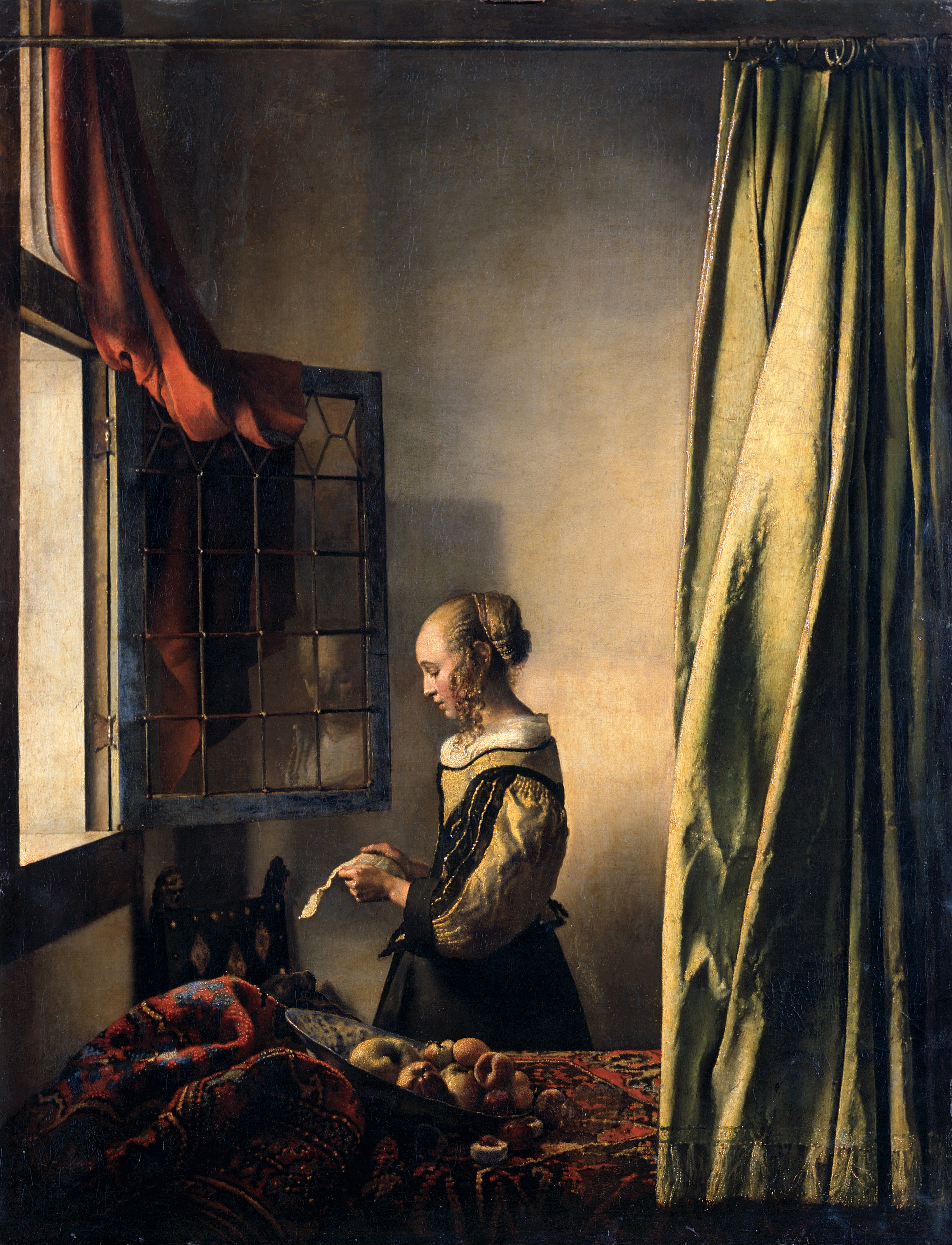
2021年修復前的繪畫。

這幅畫在近300年來展示的是一位站在窗邊的荷蘭金髮女孩，她側身讀著一封信。窗戶頂部掛著紅色的窗簾，窗戶向內打開，並在右下方反映出她的身影。前景右側有一塊部分關閉的帶流蘇的赭色窗簾，遮住了她所站立房間的四分之一區域。窗簾的顏色反映出女子身穿的裙子綠色以及傾斜在紅色桌布上的果碗中的色調。在碗旁邊的桌上，一個桃子被切成兩半，並露出它的內核。
根據21世紀針對這幅畫的X光檢查顯示，女孩背後的牆上有一幅圖像。2017年，保護專家克里斯托夫·舒爾策爾進一步發現，畫一部分的清漆與畫的其他部分不同，顯然是在維梅爾去世後塗上的。2019年，德累斯頓歷代大師畫廊決定將這幅畫恢復到維梅爾的畫恢復原狀。並發現女孩背後牆上藏有一幅丘比特畫像，該畫像類似於維梅爾自己收藏的一幅塞薩爾·范·埃弗丁根的畫作。
這次修復提供了一個重新評估這幅畫的機會。牆上的丘比特畫像可能暗示女孩正在讀一封情書。德累斯頓歷代大師畫廊的館長斯蒂芬·科亞在聲明中說：「超越表面上的愛情背景，這是一個關於真愛本質的基本陳述。」

## 象徵意義與技術
在2000年出版的書籍《維梅爾：1632-1675年》中，諾伯特·施奈德寫道：「開放的窗戶代表著「女性渴望將她的家庭領域延伸到家庭和社會的限制之外」，而水果則「象徵著婚外情」。施奈德總結道，信件是一封愛情信件，暗示著她的不正當關係。」。
掛在右前景的窗簾並非維梅爾畫作中的罕見元素，它出現在他的七幅畫作中。這可能指的是用窗簾保護畫作的常見做法。更為常見的是，前景逆推移焦技法出現在25幅畫作中，而《窗邊讀信的少女》是其中三幅之一，這三幅畫中，人物與觀者之間都有一張鋪有地毯的桌子或欄杆。這也是維梅爾最後一幅使用這一技法的畫作。
這幅畫與《軍人與微笑的女郎》代表了維梅爾最早使用點繪法（並非點蒼派）的例子。約翰·邁克爾·蒙提亞斯在1991年《維梅爾與他的環境》中指出，在這兩幅畫的亮部，包括靜物元素和這幅畫中特別是金色頭髮部分，可以看到「微小的白色小球」。這種光的運用支持了一些藝術史學家猜測維梅爾使用了一種機械光學裝置，如裝在暗箱中的雙凹透鏡，以幫助他在畫作中實現現實的光線模式。

### 繪畫材料
1968年，赫爾曼·庫恩對這幅畫及其他幾幅維梅爾的作品進行了調查。 顏料分析顯示，維梅爾所選的繪畫材料並無特別之處，他使用的是巴洛克時期常見的顏料。前景中綠色的簾子主要是用蓝铜矿和鉛錫黃混合而成，而下部則含有海绿石土壤。對於窗簾和桌布的紅色部分，維梅爾使用了朱紅色、茜素和鉛白的混合物。

### 2021年修復
2021年完成的一次重大修復顯示，在讀信女孩背後的牆上有一幅丘比特的畫，並且畫作中的顏色更為鮮亮。這幅「畫中畫」被揭示為原作的一部分，是在維梅爾去世後很久才被覆蓋的，這使得許多人改變了對這幅畫的看法或解釋。

## 遺產
這幅畫曾激發其他藝術家的靈感，例如湯姆·亨特。他的藝術照片詮釋了畫中的情感和水果碗的陰鬱氛圍，展示了一位年輕的母親和她的孩子在閱讀驅逐通知書。隨著維梅爾原作的重大修復，有人提出這樣的問題：「湯姆·亨特是否會重新審視他那張獲得科巴爾攝影肖像獎的作品，揭示牆上的隱藏圖像？」

## 書目
- Akinsha, Konstantin; Kozlov, Grigorii. . ARTnews（英语：ARTnews）. April 1991  [27 June 2010]. （原始内容存档于25 October 2010）.
- Bailey, Martin. . Phaidon Press. 26 October 1995. ISBN 978-0-7148-3462-7.
- Cumming, Laura. . The Observer. 27 May 2001  [9 July 2010]. （原始内容存档于2016-03-08）.
- Huerta, Robert D. . Bucknell University Press. 2003  [9 July 2010]. ISBN 978-0-8387-5538-9.
- Huerta, Robert D. . Bucknell University Press. 2005  [9 July 2010]. ISBN 978-0-8387-5606-5.
- John Michael Montias（英语：John Michael Montias）. . Princeton University Press. 1 January 1991  [9 July 2010]. ISBN 978-0-691-00289-7.
- Saltzman, Cynthia. . Penguin Group. 19 August 2008  [9 July 2010]. ISBN 978-0-670-01831-4.
- Schneider, Norbert. . Taschen. 17 May 2000: 49  [9 July 2010]. ISBN 978-3-8228-6323-7.
- Shapiro, Gary. . University of Chicago Press. 15 April 2003  [9 July 2010]. ISBN 978-0-226-75047-7.
- Smith, Kathleen E. . Cornell University Press. 2002: 60  [27 June 2010]. ISBN 978-0-8014-3963-6.

### 其他
- 沃爾特·利特克（英语：Walter Liedtke）. . 大都會藝術博物館. 2001  [2024-06-07]. ISBN 978-0-87099-973-4. （原始内容存档于2015-11-21）.
- Hickley, Catherine. . 艺术新闻中文版. 2019-05-07  [2024-06-07]. （原始内容存档于2021-09-20）.

## 外部連結
- Essential Vermeer website pages on the painting （页面存档备份，存于）
- The Milkmaid by Johannes Vermeer （页面存档备份，存于）, exhibition catalog fully online as PDF from The Metropolitan Museum of Art, which contains material on the painting
- Johannes Vermeer, A Lady Reading a Letter （页面存档备份，存于）, Colourlex
- High resolution image （页面存档备份，存于） at Google Cultural Institute
- How to Look at a Painting A pictorial analysis of the painting by Cornell at professors Norman Daly（英语：Norman Daly） and Kenneth Evett（英语：Kenneth Evett） (YouTube)